# Cvjetanje mora
Cvjetanjem algi, često nazvano i cvjetanjem vode odnosno mora naziva se masovno razmnožavanje algi ili cijanobakterija. To masovno razmnožavanje oboji površinu vode zeleno, a u posebnim slučajevima plavo ili crveno, voda postaje mutna i puna "oblaka". Razlog je najčešće pretjerana količina hranjivih tvari, najčešće u obliku fosfata, u vodi.
Cvjetanje toksičnih fitoplanktonskih organizama, koje svojim masovnim razmnožavanjem povećano troše kisik, može biti uzrok masovnom trovanju riba, ptica pa čak i ljudi, danas privlače sve veču pažnju znanstvenika širom svijeta.
U akvatoriju Jadrana ova pojava prvi put je opisana 1729. g., a bilo je zahvaćeno područje srednjeg i sjevernog Jadrana. Prošlo je više od sto godina, točnije, 1872. g. objavljen je prvi rad o ovoj pojavi. Te iste godine laici su pojavu nazvali prljavim morem, terminom kojeg se i danas može čuti. Od navedene godine ta se pojava, kako god je zvali, javljala periodički svakih desetak godina, a danas podaci ukazuju na činjenicu, da kako prostorna, tako i vremenska učestalost otrovnih cvatnji stalno raste.
Hoće li se cvjetanje mora razviti ovisi o nizu čimbenika kao što su: temperatura, slanost, jačina morkih struja, količina svjetlosti, organskog otpada,... Na jedan od razloga, koncentraciju hranjivih soli, utjecaj imaju dotoci sjevernojadranskih rijeka, od kojih rijeka Pad unosi više od polovine ukupnoga fosfora i dušika, odnosno oko 75 % anorganskih oblika hranjivih soli. Najveći dio toga unosa antropogenoga je podrijetla. Povišenje bilo kojeg od ovih čimbenika vodi u povećanje produktivnosti - proces poznat kao eutrofikacija.
Na pitanje, da li čovjek svojim negativnim djelovanjem na okolinu doprinosi porastu intenziteta otrovnih cvatnji, s velikom sigurnošču se može pozitivno odgovoriti. Uvriježeno je mišljenje da utjecaj također imaju i globalne klimatske promjene.
Uzročnici toksičnog cvjetanja najvećim su dijelom organizmi iz skupine dinoflagelata, manjim dijelom iz skupine dijatomeja, te cijanobakterije (modrozelene alge).

## Tipovi toksičnosti
Fikotoksini su kemijske tvari koje djeluju kako na morske organizme tako i na čovjeka. U ljudski organizam najčešće ulaze preko probavnog sustava, iako u nekim slučajevima mogu ući preko dišnog sustava i preko kože. Trovanje fikotoksinima treba razlikovati od trovanja nekim drugim štetnim tvarima kao što su npr. bakterijska trovanja, trovanja radioaktivnim tvarima, teškim metalima itd.
Tipove toksičnosti dijelimo prema svojstvima proizvedenih toksina, odnosno prema simptomima koje izazivaju:
- Cvjetanje dinoflagelata može prouzročiti pojavu nekoliko tipova toksičnosti: PSP (Paralitičko trovanje školjkašima), NSP (Neurotoksično trovanje školjkašima), DSP (Diarrhetic Shellfish Poisoning), trovanje ciguaterom, VSP (Venerupin trovanje školjkašima) i AZA (Azaspiracids poisoning).
- Za cvatnju dijatomeja vezana je pojava ASP (Amnezičko trovanje školjkašima).
- Postoje još i fikotoksini vezani uz cvjetanje cijanobakterija koji djeluju na kožu i dišni sustav.

### Paralitičko trovanje školjkašima (PSP)
Prvi opisi trovanja PSP toksinima zbog konzumacije otrovnih školjkaša stari su oko 200 godina (zapisi kapetana Cooka i kapetana Vancouvera). U vodama umjerenog pojasa uz PSP toksičnost je vezan dinoflagelat Gonyaulax koji se danas klasificira kao Protogonyaulax ili Alexandrium. Od uzročnika toksičnosti u taj rod spadaju slijeće vrste: G. tamarense, G. catenella, G. acatenella, G. monilata, A. minutum. U tropskim vodama PSP je najčešće vezan za vrstu Pyrodinium bahamense.
Dva su načina kontaminacije školjaka PSP-om:
- pokretne ili vegetativne stanice (pelagijal),
- spore ili pričuvne stanice (bentos)

Prema nekim istraživanjima u SADu spore koje leže mirno nekoliko mjeseci na dnu, najmanje su deset puta toksičnije od samih stanica. Toksin dospijeva u školjkaše putem pokretnih stanica dinoflagelata i njihovih spora, koje školjkaši koncentriraju u svom organizmu tijekom filtriranja morske vode. Najveće koncentracije PSP toksina nalazimo u probavnim organima školjkaša, ali i u ostalom mekom tkivu. Najčešće kontaminirane vrste školjkaša su Mytilus edulis i Saxidomus giganteus.
Za utvrdivanje PSP toksičnosti školjkaša najčešće se koristi test na miševima. Od svih komponenti PSP toksina najotrovniji je saxitoksin koji je ujedno jedan od najotrovnijih ne-proteinskih toksina poznatih čovjeku.
PSP toksini djeluju na periferni živćani sustav i koštano-mišićni sustav, što može dovesti do paralize dišnih mišića koja vodi u smrt. Simptomi nastupaju 30 minuta nakon konzumacije zatrovane školjke i uključuju: 
- utrnuće (parezu) usta, usana, jezika i vrhova prstiju što vodi do mišične obamrlosti, nemogućnost održavanja uspravnog položaja, poremećaj u hodu, gubitak ravnoteže.
- gastro-intestinalni simptomi uključuju mučninu, povračanje, proljev i abdominalnu bol, no ovi se simptomi javljaju rijetko ili nikako.

U ozbiljnim slučajevima javlja se paraliza mišića koja počinje u nogama i dovodi do smrti zbog respiratorne paralize. Smrt nastupa unutar osam sati od konzumacije, dok su prognoze povoljnije u slučaju preživljavanja unutar 12 —24 sata od konzumacije.
Do danas nije poznat antidot za trovanje PSP toksinima ili bilo kojim drugim fikotoksinom. Simptomi trovanja mogu biti ublaženi ispiranjem želuca ili davanjem aktivnog ugljena, a u najtežim se slučajevima daje umjetno disanje. Najsigurnija je zaštita ona koja uključuje detoksikaciju kontaminiranih školjkaša.

### Neurotoksično trovanje školjkašima (NSP)
NSP je blaži oblik neurotoksičnog trovanja kojeg izazivaju školjkaši koji žive uz obale Meksičkog zaljeva, Floride i Sjeverne Karoline. Pojava NSP toksičnosti vezana je uz cvjetanje dinoflagelata Gymnodinium breve. Najpoznatija vrsta koja uzrokuje masovan pomor morskih organizama na Floridi je Ptychodiscus brevis (Gymnodinium breve). Vegetativne stanice P.brevis proizvode nekoliko neurotoksina koji se zajednički zovu brevetoksini.
Toksin akumuliran u školjkašima određuje se pomoću testa na miševima. Za potvrdu toksičnosti koristi se i HPLC metoda.
Simptomi NSP trovanja su osjećaj utrnuća usana, jezika, gubitak okusa, usporen puls, osjećaj topline i hladnoće, proširene zjenice, dijareja, a oporavak slijedi nakon dva dana.

### Ciguatera trovanje ribom
Trovanje “ciguatera” uzrokuju termostabilni toksini, očituje se kroz gastrointestinalne i neurološke simptome, a u ekstremnim slučajevima otrovani mogu umrijeti zbog poremećaja dišnog sustava.
Ovo trovanje se javlja kao posljedica konzumacije ribe koja je putem hranidbenog lanca akumulirala određenu količinu ciguatoksina koje luče bentoski dinoflagelati, epifiti na bentoskim makroalgama. Od svih ciguatoksina najznačajniji je CRX-1 koji kod herbivornih vrsta riba sudjeluje u ukupnoj smrtnosti s oko 90%. U zajednicama koje su u velikoj mjeri vezane za ribe koraljnih grebena, kojim populacijama one predstavljaju osnovni izvor proteina (otočne države Pacifika) “ciguatera” može imati socio-ekonomski značaj. U zapadnim državama pojava “ciguatera” trovanja privlači pozornost medija i negativno utječe na tržište morskih proizvoda, a žrtve “ciguatera” trovanja mogu tražiti odštetu putem suda.
Da bi se smanjili štetni utjecaji ovog trovanja potrebno je pravodobno otkriti zaraženu ribu. Pri tom se koriste dvije metode i to test na miševima, a obećavajuće rezultate daje i imunološka metoda koja otkriva prisutnost “ciguatera” toksina dokazivanjem postojanja antitijela.

### Venerupin trovanje školjkašima (VSP)
Venerupin je ne-paralitički biotoksin raz1ičit od DSP toksina. Povezan je s cvatnjom vrste Prorocentrum minimum u obalnim vodama Japana, Norveške, Portugala itd. Primijećeno je da cvjetanje Prorocentrum minimum vrlo često uslijedi nakon velikih kiša, te nakon povećanja količine fosfora, nitrata i amonijaka u morskoj vodi. Kemijski sastav venerupina još nije poznat.
Prvo trovanje venerupinorn bilo je zabilježeno 1889. u Japanu vezano za konzumaciju školjkaša vrste Crassostrea gigas. Ova vrst trovanja registrirana je ponovo 1941. godine, a uzrok je bila konzumacija školjkaša Tapes japonica.
Simptomi trovanja su mučnina, povraćanje, bol u želucu, zatvorenost, glavobolja, slabost, gubitak apetita itd. Ovim simptomima mogu prethoditi nervoza, te krvarenje iz nosa, usta i desni. U ozbiljnim slučajevima može se javiti žutica, te modrice po prsima, vratu i rukama. Često se javlja i anemija. Jetra je obično povećana. U slučajevima ozbiljnog trovanja javlja se žuta atrofija jetre, ekstremno uzbuđenje i delirij, te nastupa koma. Inkubacija nakon ulaska otrova traje 24 - 48 sati, a katkad i duže. Za ovu vrstu trovanja vezuje se izuzetno velika smrtnost.
Za potvrđivanje prisustva venerupina koristi se test na miševima.

### Amnezičko trovanje školjkašima (ASP)
ASP je oblik toksičnosti čiji su uzročnici dijatomeje. Dijatomeje se nisu smatrale opasnim organizmima sve dok krajem studenog 1987. u Kanadi nisu zabilježena 153 slučaja trovanja.
Simptomi su uključivali povraćanje i dijareju koji su u nekim slučajevima bili praćeni zbunjenošću, gubitkom pamćenja, gubitkom orijentacije, pa čak i komom.
U usporedbi s PSP toksinima, ASP toksini su blag neurološki otrov. U roku od 24 sata nakon konzumacije javlja se mučnina, povraćanje i dijareja; do 48 sati nakon konzumacije kod starijih se osoba javljaju neurološki simptomi (osobe starije od 60 godina). Nekoliko je starijih osoba u Kanadi i umrlo.
Od organizama koji proizvode ASP trovanje posebno treba spomenuti dijatomeju Pseudo-nitzschia pungens.
Metoda za analizu slična je metodi koja se koristi za analizu PSP. Miševima se intraperitonealno injektira ekstrakt dobiven iz mekog tkiva školjkaša, a test će biti pozitivan ako ekstrakt sadrži domoičnu kiselinu. 
Do sada se ASP javljao isključivo u Kanadi.

### Toksini cijanobakterija
Cijanobakterije proizvode toksine u slatkoj vodi. Trovanje se javlja nakon pojave cvjetanja što na površini stvara gustu pjenu. Pojavu potiče toplo, sunčano vrijeme i eutrofizirana ili čak hipereutrofizirana voda (značajan utjecaj poljoprivrede i urbanih aktivnosti). Toksini cijanobakterija mogu štetno djelovati kako na životinje tako i na čovjeka. Kod životinja (ribe, ptice, stoka, kućni ljubimci) simptomi trovanja se javljaju nakon što su u organizam unesene toksične stanice, najčešće preko vode koju životinje piju. Značajan je utjecaj vjetra koji pomiče modrozelene alge u npr. područja gdje se napaja stoka. Simptomi su različiti i ovisni su o vrsti i veličini organizma, a najčešće ukljućuju povećanje jetre, slabost, proljev, unutrašnje krvarenje, plućni edem, itd.
Posebna se opasnost javlja na ribogojilištima gdje zbog pojave ovih toksina može doći do ugibanja riba (nekroza jetre).
Kod čovjeka toksini cijanobaktenija mogu dovesti do problema s disanjem (Trichodesmium erytraeum) ili do kožnih problema (Lyngbya majuscula).
Na kraju treba spomenuti da i ova skupina toksina kao i toksini DSP skupine pokazuju kancerogena svojstva.